# Las películas de mi padre
Las películas de mi padre (Les pel·lícules del meu pare, en Catalán) es una película dirigida por Augusto Martínez Torres en 2007.

## Historia
Después de pasar varios años de estudio en el extranjero,  una joven acaba de regresar a Madrid con un italiano. Sus padres se separaron cuando ella era muy pequeña. Apenas recuerda a su madre, y de su padre tiene un recuerdo tan intenso como borroso.
Recibe una carta de unos laboratorios cinematográficos que le revela la existencia de los negativos de unas películas hechas por su padre.
Intrigada por esa desconocida faceta de su padre, comienza a indagar, sigue la pista de esas películas e intenta averiguar si su madre se encuentra entre sus protagonistas. 
Para olvidar su soledad y mantenerse a flote lleva un diario. Los hombres empiezan a irritarla, cada vez se siente más atraída por las mujeres y busca con desesperación una madre, una amiga, una amante.